# Kumarbhag paharia
Le kumarbhag paharia est une langue dravidienne parlée dans le nord de l'Inde. Elle ressemble beaucoup au sauria paharia, si bien que l'on appelle parfois les deux langues le malto. Elle est apparentée au kurukh.